# The Den of Thieves
The Den of Thieves è un cortometraggio muto del 1914 diretto e interpretato da Wallace Reid.

## Produzione
Il film fu prodotto dalla Nestor Film Company.

## Distribuzione
Distribuito dall'Universal Film Manufacturing Company, il film - un cortometraggio di una bobina - uscì nelle sale cinematografiche USA il 24 giugno 1914.